# 散只兀
散只兀（Salǰi'ud），是一個13世紀的蒙古部落，屬尼伦蒙古。汉文史籍如《元史》中作散竹台、珊竹带、珊竹、山只昆、撒勒只兀惕，《集史》作Sālǰīūt。

## 历史

### 起源
据《元朝秘史》记载，孛儿帖赤那（苍狼）的后裔中有位叫朵奔篾儿干的人，其妻为阿兰豁阿。朵奔篾儿干去世后，阿兰豁阿感天光受孕，生下不忽・合塔吉、不合秃・撒勒只、孛端察儿三兄弟，他们的后裔分别形成合塔斤氏、散只兀氏和孛儿只斤氏。
后来孛儿只斤氏成为蒙古部的统治氏族，其分支乞颜・孛儿只斤氏中崛起了成吉思汗，建立蒙古帝国。合塔斤氏与散只兀氏作为孛儿只斤氏的近亲，在蒙古帝国时期仍被高度认同，史料称其“与国家（帝室）同源而异流”“祖先与国家同出一源，在臣族中最为高贵”。
12世纪的蒙古部中，合塔斤氏与散只兀氏是强势氏族，《金史》将其记作“合底忻部”“山只昆部”，称两部为北方强族，不附属于其他势力，在塔塔儿部与弘吉剌部之间往来，屡次侵扰金朝边境。金章宗承安三年（1198年），完颜宗浩率军在忒里葛山击败白古带率领的合塔斤部与胡必剌率领的散只兀部联军。
从《金史》记载推测，当时合塔斤氏与散只兀氏的游牧地在呼伦贝尔地区东北、海拉尔河与额尔古纳河一带。这里是蒙古部发源地，但距以不儿罕・合勒敦为中心的孛儿只斤氏游牧地较远，可见两部此时已与孛儿只斤氏关系疏远。

### 铁木真时期
脱离乞颜・孛儿只斤氏游牧的合塔斤氏与散只兀氏对成吉思汗多有敌意。合塔斤部首领巴忽・搠罗吉（Baqu Čorogi）与散只兀部首领赤儿吉歹・把阿秃儿（Čirgidai Ba'atur）曾联合泰赤乌部、朵鲁班部、塔塔儿部等，拥立札木合为“古儿汗”，与成吉思汗率领的乞颜・孛儿只斤氏对立。
两部多次与成吉思汗军队交战，最终在乃蛮部战败时归降。但《集史》记载，长期战争导致合塔斤氏与散只兀氏大量士兵被杀，幸存者沦为奴婢。成吉思汗还下令“我族不娶彼等之女，亦不将女嫁彼等”。实际上，1206年蒙古帝国建国时，两部中无人被任命为千户长。

### 蒙古帝国时期
尽管1206年散只兀部未出现千户级人物，但此后有若干部众效力成吉思汗并崭露头角：纯只海加入成吉思汗怯薛，屡立战功，后擢升为攻金将领；吾也而，统辖金朝降军，被任命为千户长，《元史》为其立传。

## 散只兀氏出身重要人物

### 三模合家
- 三模合

### 纯只海家
- 纯只海
  - 大达里
    - 咬住

  - ？
    - 脱烈
      - 帖古迭兒

### 孛罗带家
- 孛罗带
  - 太答儿
    - 紐璘
      - 也速答兒
        - 南加台
          - 答失八都鲁
            - 孛羅帖木兒

### 吾也而家
- 图鲁华察
  - 吾也而
    - 霅礼
      - 拔不忽

### 塔不已儿家
- 塔不已兒
  - 脱察剌
    - 重喜
      - 庆孙